# 254P/McNaught
254P/McNaught, komet Jupiterove obitelji